# Violet Bland
Violet Ann Bland (Bayston Hill,17 de diciembre de 1863 - Tooting, 21 de marzo de 1940) fue una sufragista inglesa y hotelera que escribió sobre sus experiencias y fue alimentada a la fuerza en prisión.

## Primeros años y carrera

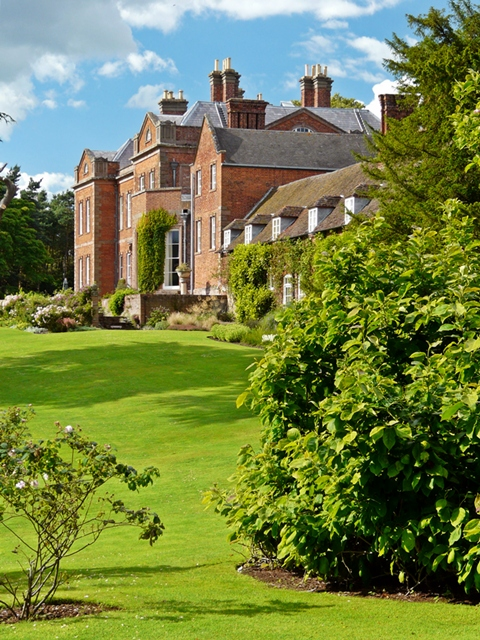
Dudmaston Hall, lugar del primer trabajo de Violet Bland.

Bland nació en Bayston Hill, Shropshire, la mayor de nueve hijos del montador de ferrocarriles William Henry Bland y su esposa Violet. Después de la escuela se convirtió en sirvienta de cocina en Dudmaston Hall, cerca de Bridgnorth.
Diez años más tarde, ofrecía alojamiento amueblado «con buena cocina" en Cirencester, primero en una casa modesta y luego en Gloucester House, una gran mansión de la Reina Ana en Dyer Street. Adquirió tres nuevas casas, alquilando dos de ellas.
En 1905 dirigía un Colegio de Damas de Ciencias Domésticas en Henley Grove, Bristol, una mansión de quince habitaciones en el parque, donde ofrecía clases de cocina higiénica, valores alimentarios y gimnasia. Para 1906 había convertido Henley Grove en un hotel boutique.

### El activismo de las sufragistas

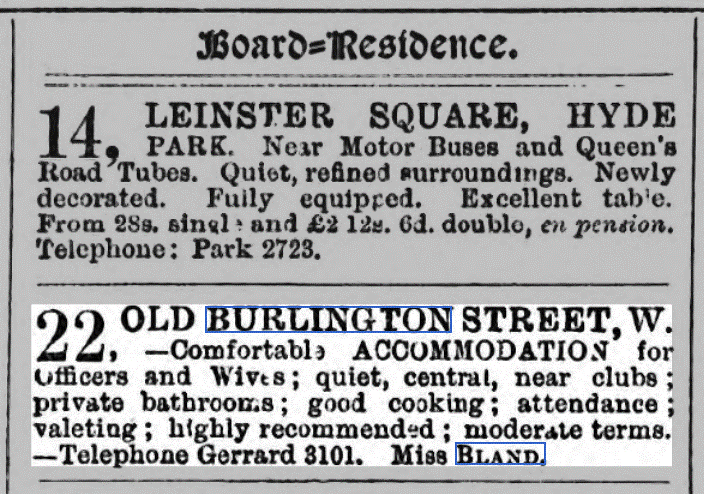
Anuncio de ofrecimiento de alojamiento colocado por Bland en el Army and Navy Gazette, 1916.

En Bristol, Bland se hizo activa en la Unión Social y Política de las Mujeres (Suffragette). Entre sus invitados en Henley Grove estaban las prominentes sufragistas Annie Kenney, Lettice Floyd, Elsie Howey, Mary Elizabeth Phillips, Vera Wentworth, Mary Blathwayt y Mary Sophia Allen. En agosto de 1909, organizó una recepción para recaudar fondos, en honor a las sufragistas en huelga de hambre Lillian Dove-Wilcox y Mary Allen.
En agosto de 1910 Bland vendió sus posesiones y se mudó a Londres, donde durante los siguientes 25 años dirigió una casa de huéspedes en el 22 de Old Burlington Street. Fue arrestada durante la marcha del Viernes Negro de noviembre de 1910 contra el Parlamento. En otra manifestación en 1912, fue arrestada por lanzar una piedra a través de las ventanas de la Commercial Cable Company en la Avenida Northumberland y sentenciada a cuatro meses de prisión.

### Alimentación a la fuerza en la prisión

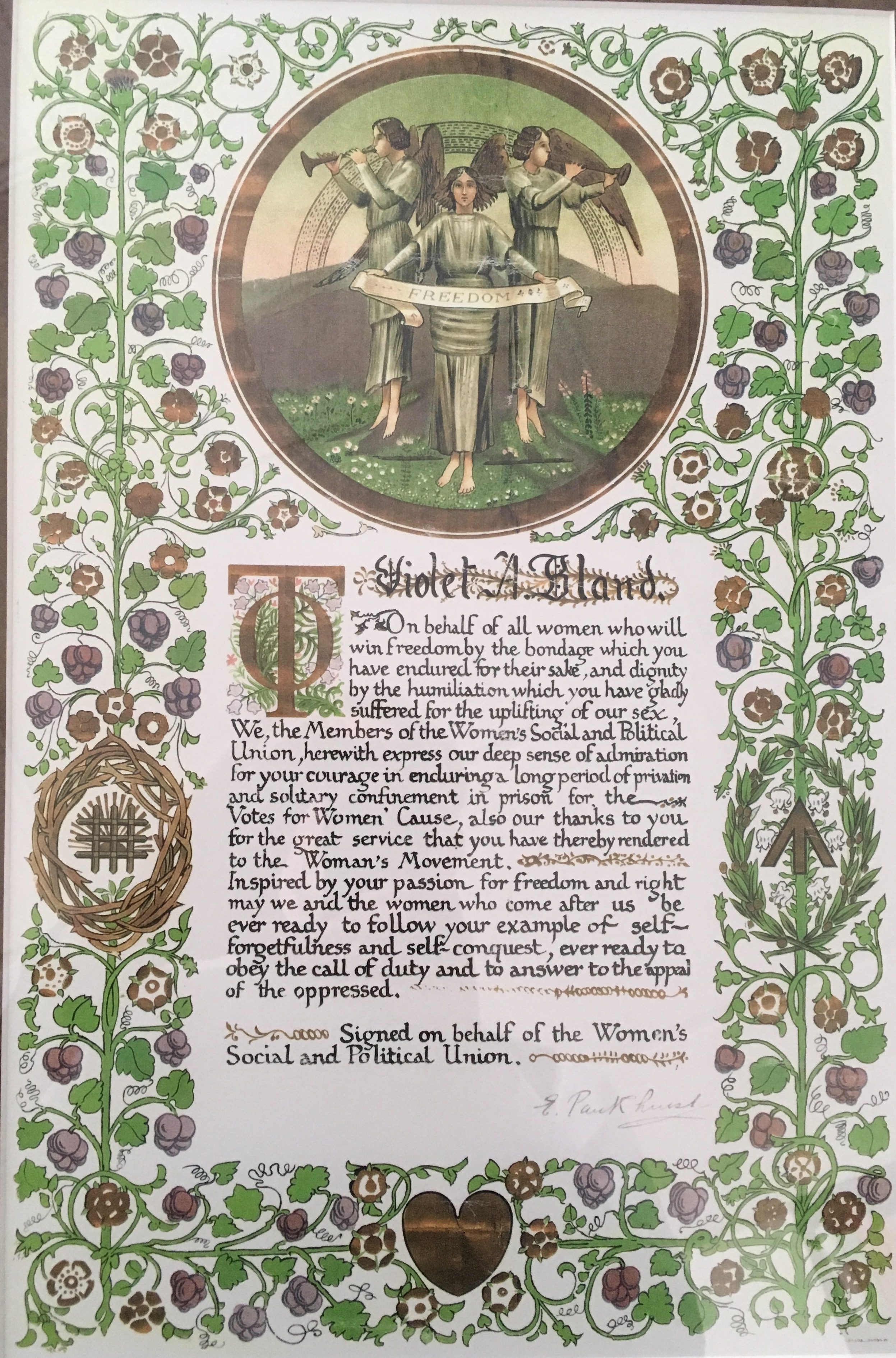
Carta firmada por la líder sufragista Emmeline Pankhurst en nombre de la Unión Social y Política de las Mujeres.

Después de que rechazara la comida de la prisión de Aylesbury, Bland fue alimentada a la fuerza. Escribió sobre esta experiencia en Votes for Women.
Para honrar su fuerza durante su prisión, Bland recibió la Hunger Strike Medal y un reconocimiento de Emmeline Pankhurst, líder del movimiento sufragista.
La cita en el reconocimiento (ver foto, derecha), dice: «Presentado a Violet Ann Bland por la Unión Social y Política de Mujeres en reconocimiento de una acción galante, por medio de la resistencia hasta el último extremo del hambre y las dificultades, un gran principio de la justicia política».

## Últimos años
En 1915, tenía 52 años y estaba soltera, Bland adoptó a cinco de los hijos huérfanos de su hermana.  El mayor, Richard, se convirtió en el padre de los economistas Eamonn Butler] y Stuart Butler.
Violet Bland murió en el Hospital de San Benito, de Tooting, el 21 de marzo de 1940 y fue enterrada en el City of Westminster Cemetery, Hanwell.